# Горња хемороидална артерија
Горња хемороидална артерија (лат. arteria rectalis superior) је завршна грана доње цревне артерије. Она укршта зеједничке бедрене крвне судове са леве стране, заједничку бедрену артерију и вену и спушта се дуж сигмоидног мезоколона до мале карлице. У нивоу S3 кичменог пршљена, ова артерија се дели на две гране које се спуштају са сваке стране ректума и васкуларишу га до нивоа унутрашњег сфинктера ануса. Ова артерија се анастомозира са гранама осталих хемороидалних артерија - средњом ректалном артеријом (грана унутрашње бедрене артерије) и доњом ректалном артеријом (грана унутрашње стидне артерије).